# Paulina Peda
	Paulina Katarzyna Peda, född 18 mars 1998 i Chorzów, är en polsk simmare. 

## Karriär
Vid EM 2024 i Belgrad var Peda en del av Polens lag som tog guld på 4×100 meter medley.